# Fahad Musana
Fahad Musana (Iganga, Uganda, 12 de octubre de 1990 - Lugazi, Uganda, 21 de septiembre de 2014) fue un futbolista ugandés que jugaba en la demarcación de defensa. El único club en el que jugó fue el Simba FC de la Ugandan Premier League.

## Biografía
Debutó como futbolista en 2010 con el Simba FC. En su primera temporada con el club acabó tras el Bunamwaya SC y con 42 puntos en cuarta posición, mismo lugar que en la temporada siguiente. Además, en su temporada debut consiguió la Copa de Uganda tras ganar en la final al Uganda Revenue Authority SC por 2-1. En 2013 quedó en decimotercera posición, y en la undécima en 2014, última temporada que jugó para el club.
El 21 de septiembre de 2014 falleció a los 23 años de edad tras sufrir un ataque al corazón justo después de haber visto el gol de Frank Lampard en el partido que enfrentaba al Chelsea FC con el Manchester City FC.

## Clubes
| Club     | País   | Año         |
| -------- | ------ | ----------- |
| Simba FC | Uganda | 2010 - 2014 |

## Palmarés

### Campeonatos nacionales
| Título         | Club     | País   | Año  |
| -------------- | -------- | ------ | ---- |
| Copa de Uganda | Simba FC | Uganda | 2011 |